# 李藩
李 藩（り はん、754年 - 811年）は、唐代の官僚・政治家。字は叔翰。本貫は趙州高邑県。

## 経歴
湖南観察使の李承の子として生まれた。若くして無欲で執着がなく、礼儀作法が洗練されており、学問を好んだ。その家はもともと富裕であったが、父が死去すると、李藩は弔問に来る親族が財産を持ち去るのを禁じず、散財につとめたため、数年経たずに貧乏になった。年40あまりになっても官に仕えず、揚州で読書して、自給に困り、妻子に恨まれるありさまであった。貞元年間、杜亜が東都留守となると、李藩はその下で従事をつとめた。洛中で盗難が発生し、牙将の令狐運という者が告発された。杜亜は告発を信じて令狐運を拷問にかけて究明しようとした。李藩はその冤罪を知って、杜亜と争って従わず、辞職して去った。後に真犯人の宋瞿曇が捕らえられると、李藩は名を知られるようになった。
徐泗節度使の張建封が徐州にあり、李藩は召し出されて従事となった。幕下にあってへりくだって、細かいことを論わなかった。杜兼が濠州刺史となり、張建封の病が重くなると、杜兼は徐州に駆けつけて、節度使の位に取って代わろうと画策した。李藩が泣いて杜兼を責めると、杜兼はやむなく濠州に帰った。貞元16年（800年）、張建封が死去すると、杜兼は李藩を恨んで、かれを誣告する上奏をおこなった。徳宗は杜佑に命じて李藩を殺そうとしたが、杜佑が李藩を弁護する上奏をおこなったため、李藩は許された。秘書郎に任じられた。
王純が権力を握ると、李藩を迎えて任用しようとしたが、李藩はその下につかなかった。ときに王仲舒・韋成季・呂洞が郎官となり、朋党を結んでよく宴会に集まっていた。かれらは李藩の名を慕って宴会に参加させたが、李藩はかれらの軽薄な言動に嫌気がさし、二度とかれらの集まりに参加することはなかった。後に王仲舒らは失脚した。李藩は主客員外郎となり、ほどなく右司員外郎に転じた。永貞元年（805年）、順宗が広陵王李淳（李純、のちの憲宗）を皇太子に立てると、兵部尚書の王純は名を王紹と改めたいと請願した。当時の世論は、皇太子も人臣であり、皇太子の諱を避けるのは諂いであるとして、これを非難した。これに対して李藩はみなが不見識で、避諱したのは怪しむに足りないと評した。
ほどなく李藩は吏部員外郎に転じた。元和元年（806年）、吏部郎中に転じ、掌吏部事をつとめた。不当な人事をおこなったことから、降格されて著作郎となった。国子司業に転じ、給事中となった。裴垍に宰相の器であると推挙された。元和4年（809年）、鄭絪が罷免されると、李藩は門下侍郎・同中書門下平章事に任じられた。
ときに河東節度使の王鍔が数千万の銭を権臣や恩幸たちに賄賂として贈り、宰相の位を求めた。李藩はこれに反対して憲宗の密旨にある「兼相」の字を筆で塗りつぶした。王鍔が宰相を兼ねる話は沙汰止みになった。元和6年（811年）、李吉甫が揚州から入朝して再び宰相となると、数日後に李藩は罷免されて太子詹事となった。数カ月後、憲宗は李藩を召し出して、国政の議論の列に復帰させた。李藩は華州刺史として出されることとなり、御史大夫を兼ねた。11月癸巳、赴任する前に死去した。享年は58。戸部尚書の位を追贈された。諡は貞簡といった。

## 伝記資料
- 『旧唐書』巻148 列伝第98
- 『新唐書』巻169 列伝第94